# Maruina chica
Maruina chica és una espècie d'insecte dípter pertanyent a la família dels psicòdids que es troba a Amèrica: Costa Rica.